# Rogier II van Sicilië

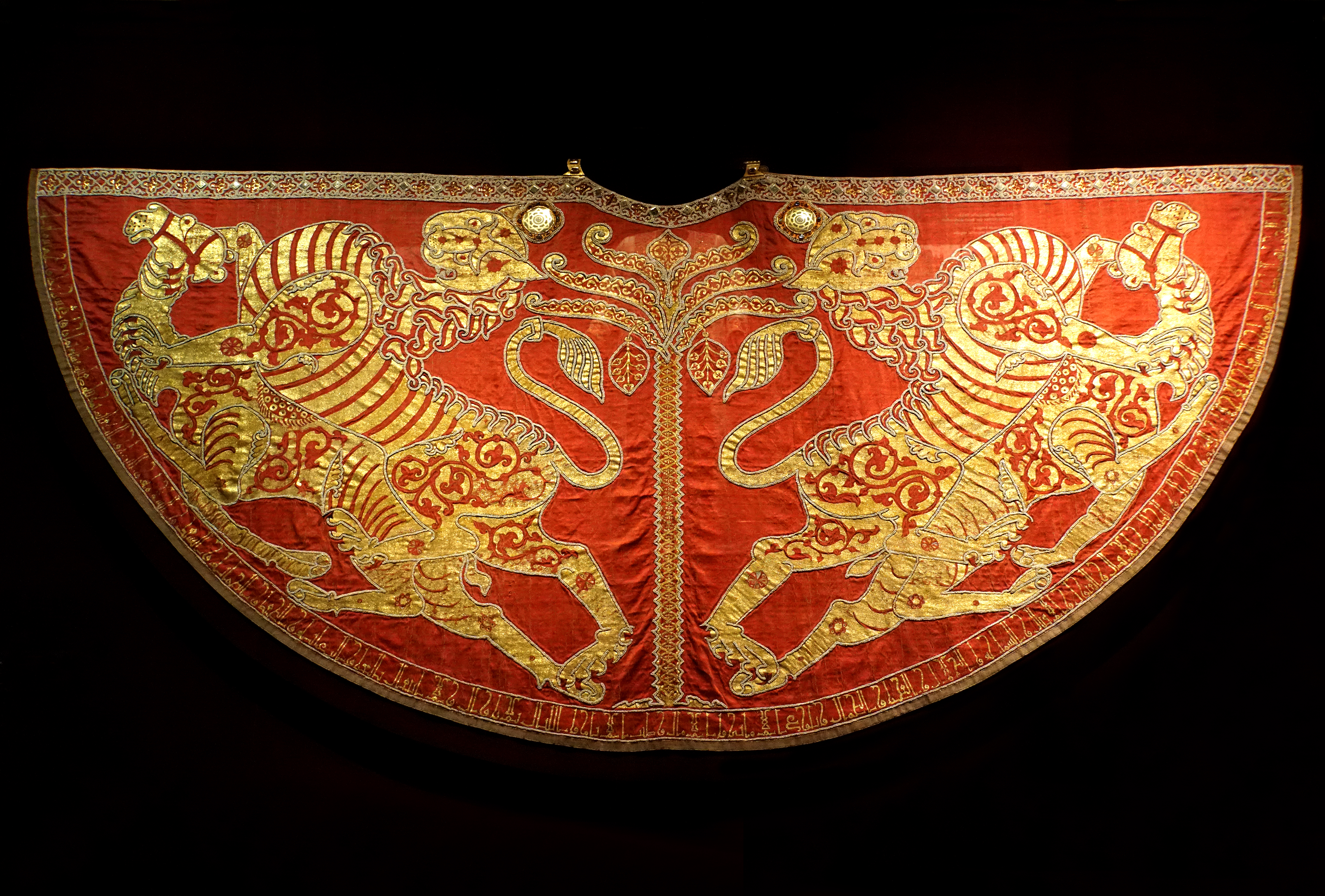
Koningsmantel van Rogier II
Schatkamer van de Hofburg (Wenen)

Rogier (Roger) II van Sicilië (Mileto, Calabrië, 1095 – Palermo, 26 februari 1154) was de derde graaf en eerste koning van Sicilië uit het Normandische huis Hauteville en hertog van Apulië.

## Geschiedenis
Hij was de tweede zoon van Rogier I uit het geslacht Hauteville en Adelheid del Vasto. Na het overlijden van zijn vader was zijn twee jaar oudere broer Simon diens opvolger. Na het overlijden van Simon, vier jaar later werd hij in 1105 graaf van Sicilië. Daar beiden niet volwassen waren trad hun moeder Adelheid tot 1113 op als regentes.
In 1127 erfde hij het Hertogdom Apulië en Calabrië nadat hertog Willem II van Apulië kinderloos stierf. In 1128 eiste hij het prinsdom Capua op.

## Conflict met de pausen
In Rome ontstond in 1130 een schisma in de kerk. In een warrige procedure waren zowel Innocentius II als Anacletus II tot paus gekozen. Beide pausen zochten politieke steun; keizer Lotharius III koos voor paus Innocentius II, Anacletus II kroonde Rogier II tot koning van Sicilië te Palermo. Hij kreeg van Rogier II een legertje om zich te verdedigen, het begin van een zevenjarig conflict met de rest van de christelijke wereld. In 1137 werd het hem bijna fataal (Slag bij Rignano). Na de dood van Lotharius III (1137), Anacletus (1138) en zijn grootste rivaal Ranulf II van Alife (1139) werd de draad weer opgepakt. Bij een rechtstreekse confrontatie met paus Innocentius bij Galluccio (22 juli 1139) werd de paus gevangengenomen. Drie dagen later werd het Verdrag van Mignano getekend en werd Rogier II erkend als koning van Sicilië en heerste daarna over geheel Zuid-Italië, het hertogdom Napels inbegrepen. Het gehele rijk werd een pauselijk leen. Het begin van een bloeiende periode.

## Hervormingen
Eenmaal vrij van externe aanvallen ging hij zijn nieuwe land hervormen onder zijn centraal gezag. Hij deed aan munthervorming en wordt vandaag nog altijd herinnerd voor zijn Arabisch-Normandische kunststijl. Zijn land werd een poel van godsdienstvrijheid en een centrum van kennis en wetenschap.
Ondertussen bouwde hij zijn vloot uit tot een van de sterkste in de Middellandse zee.

## Gesel van de Middellandse zee

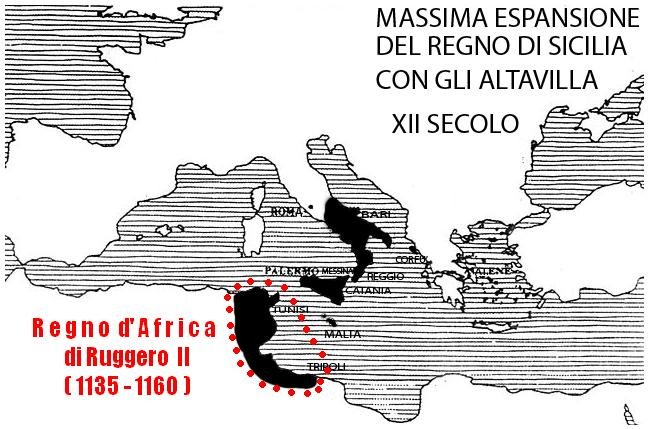
Regno d'Africa in het rood van Roger II

Onder het bevel van zijn admiraal Joris van Antiochië maakte Rogier II grote veroveringen op de Afrikaanse kust en plunderde hij de kusten van Byzantium.

## Huwelijken en kinderen
Rogier was driemaal gehuwd. Zijn opvolger is uit het eerste huwelijk.

#### Eerste huwelijk
In 1117/18 was gehuwd met Elvira van Castilië (1100-1135), dochter van Alfons VI van Castilië, met wie hij vier zonen had:
- Rogier III (1118-1148), hertog van Apulië (titulair) en in 1139/40 gehuwd met Elisabeth, dochter van Theobald IV van Blois
- Tancred (-voor 1149), vorst van Bari
- Alfons (circa 1122-1144), prins van Capua en hertog van Napels (titulair)
- Willem I

#### Tweede huwelijk
In 1149 huwde hij met Sybilla van Bourgondië (1126-1150), dochter van Hugo II van Bourgondië, die jaar later aan een miskraam overleed.

#### Derde huwelijk
In 1151 was hij gehuwd met Beatrix van Rethel (1130-1185), dochter van Gautier / Wouter I van Rethel. Uit dit huwelijk is een dochter bekend.
- Constance van Sicilië (1154-1198), huwde in 1186 met keizer Hendrik VI. Zij was de moeder van keizer Frederik II.

#### Buitenechtelijke kinderen
Bij maîtressen had Rogier II buitenechtelijke kinderen. Het gaat om Simon van Tarente en vier dochters.
Rogier werd begraven in de kathedraal van Palermo. Hij werd opgevolgd door zijn vierde zoon, Willem. Zijn oudste drie zonen waren eerder overleden dan hijzelf.